# 1-Dezoksinojirimicin
1-Dezoksinojirimicin je alfa-glukozidni inhibitor sa antiviralnim dejstvom. Derivati dezoksinojirimicina modu da imaju anti-HIV aktivnost.

## Spoljašnje veze
|  | Molimo Vas, obratite pažnju na važno upozorenje u vezi sa temama iz oblasti medicine (zdravlja). |